# Санарпосі
Санарпо́сі (рос. Санарпоси, чув. Сăнарпуç) — присілок у складі Вурнарського району Чувашії, Росія. Адміністративний центр Санарпосинського сільського поселення.
Населення — 400 осіб (2010; 446 у 2002).
Національний склад:
- чуваші — 98 %